# Тернавка (Каменец-Подольский район)
Тернавка (укр. Тернавка) — село в Каменец-Подольском районе Хмельницкой области Украины.
Население по переписи 2001 года составляло 77 человек. Почтовый индекс — 32350. Телефонный код — 3849. Занимает площадь 0,852 км².

## Местный совет
32350, Хмельницкая обл., Каменец-Подольский р-н, с. Супрунковцы, ул. Центральная, 7б